# Scleroglossum debile
Scleroglossum debile är en stensöteväxtart som först beskrevs av Georg Heinrich Mettenius, och fick sitt nu gällande namn av Cornelis Rugier Willem Karel van Alderwerelt van Rosenburgh. Scleroglossum debile ingår i släktet Scleroglossum och familjen Polypodiaceae. Inga underarter finns listade.